# Machurucuto (paroisse civile)
Pour les articles homonymes, voir Machurucuto.
Machurucuto est l'une des deux paroisses civiles de la municipalité de Pedro Gual dans l'État de Miranda au Venezuela. Sa capitale est Machurucuto. En 2011, sa population s'élève à 1 148 habitants.

## Géographie

### Démographie
Hormis sa capitale Machurucuto, la paroisse civile possède plusieurs localités :
- Las Mercedes
- Machurucuto
- Playa Dorada